# Plasticland
I Plasticland sono un gruppo statunitense di genere rock psichedelico e garage rock revival.

## Storia
Si sono formati nel 1980 a Milwaukee da due membri degli Arousing Polaris, gruppo seminale punk rock, Glenn Rehse e John Frankovic unici componenti stabili del gruppo.
Dopo alcuni singoli l'esordio avvenne nel 1984 con l'album Color Appreciation per la francese Lolita riedito negli Stati Uniti l'anno successivo da Enigma Records con diverso titolo e lista tracce.
Dopo due altri album per la Pink Dust, Wonder Wonderful Wonderland e Salon registrarono e pubblicarono per Midnight Records l'album dal vivo You Need a Fairy Godmother assieme al leggendario Twink.
Dopo un altro album dal vivo, Confetti, ed un temporaneo scioglimento l'etichetta tedesca Repulsion pubblicò nel 1994 quello che rimane il loro ultimo album Dapper Snappings.
Rehse ha pubblicato con il side project The Fabulon Triptometer l'album The Padded Lounge (1992) mentre Frankovic ha realizzato tre album da solista, Under The Water Lily  (1993), Frank-O-Fest (1995) e Space Zombie (2004).

## Discografia

### Album
- Color Appreciation (Lolita) - (1984)
- Plasticland (Enigma) - (1985)
- Wonder Wonderful Wonderland (Pink Dust) - (1985)
- Salon (Pink Dust) - (1987)
- You Need a Fairy Godmother (Midnight) - (Live LP with Twink of Pretty Things/Pink Fairies fame) - (1989)
- Confetti (Midnight) - Live LP (1990)
- Dapper Snappings (Repulsion) - (1994)[2]

### EP
- Vibrasonics From Plasticland (Scadillac) - (1981)
- Pop! Op Drops (Scadillac) - (1982)
- Let's Play Pollyanna (Repulsion) - 4-song CD - (1990)[2]

### Singoli
- Mink Dress / Office Skills (Scadillac) - (1980)
- Color Appreciation / The Mushroom Hill (Scadillac) - (1981)
- Euphoric Trapdoor Shoes / Rattail Comb (Scadillac) - (1983)
- Flower Scene / In My Black and White (Midnight) - (1985)
- Let's Play Pollyanna / Enchanted Forestry (Repulsion) - 7" - (1990)
- Let's Play Pollyanna / Radiant Fuzzbox Wig / Kaleidoscopic Glance (Repulsion) - 12" - (1990)